# Enregistreur de vol
Pour les articles homonymes, voir Boîte noire, FDR et CVR.

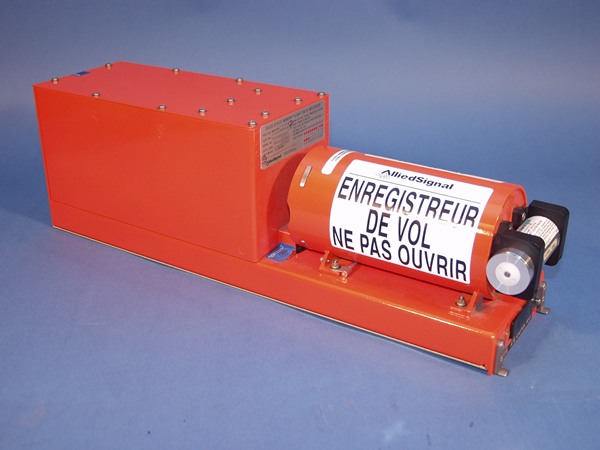
Boîte noire de type DFDR, Digital Flight Data Recorder.

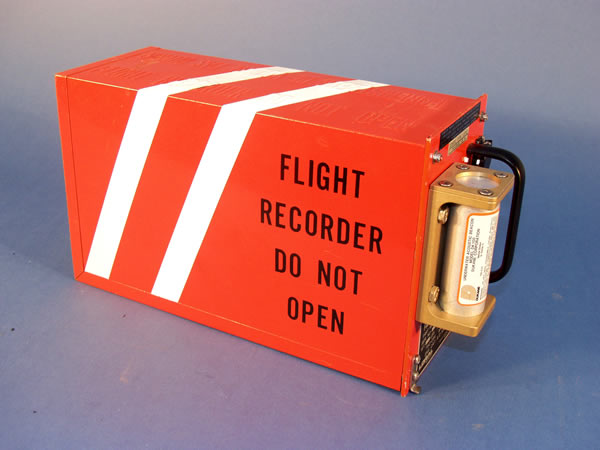
Boîte noire de type CVR avec bandes blanches réfléchissantes et la balise de localisation devant.

En aéronautique, un enregistreur de vol, (souvent communément appelé boîte noire ou crash recorder en anglais) est un enregistreur de données à bord d'un aéronef et destiné à restituer les paramètres de vol et les conversations des pilotes pour l’analyse des circonstances d’un accident. Les enregistreurs de vol sont protégés par une enveloppe résistant au choc, à l'incendie et à l'immersion. Comme leur nom ne l'indique pas, les boîtes noires sont aujourd'hui de couleur orange, avec des bandes blanches réfléchissantes, pour faciliter leur repérage parmi les débris d'un avion.
Il existe deux types d'enregistreur de vol :
- l'enregistreur phonique[2] (ou CVR, de l'anglais cockpit voice recorder : enregistreur de conversations de poste de pilotage[3]), qui permet de restituer les conversations ainsi que les alarmes sonores et, dans une certaine mesure, les bruits suspects dans le cockpit ;
- l'enregistreur de paramètres[4],[5] (ou FDR, de l’anglais flight data recorder : enregistreur de données de vol[2],[6]) pour l'analyse de la position des gouvernes, du fonctionnement des moteurs et des systèmes et autres données pouvant aider à déterminer l'origine d'un éventuel accident.

Elles sont généralement placées à l'arrière de l'avion car c'est la partie qui est généralement la mieux conservée lors d’un impact de l'aéronef avec le sol ou la mer.

## Historique
Les premiers enregistreurs de vol sont attribués à François Hussenot dans les années 1930. Contrairement aux boîtes noires modernes, ces enregistreurs de vols, appelés des « hussenographes », étaient basés sur des pellicules photographiques. Les indications des instruments de vol étaient projetées sous forme d'un spot lumineux sur la pellicule photographique grâce à un jeu de miroirs. La vitesse de déplacement de la pellicule (son enroulement) était constant, il était donc possible de reconstituer les valeurs des paramètres de vol enregistrés en fonction du temps. Les pellicules photosensibles étaient enfermées dans une chambre noire, familièrement appelée « boîte noire », car elle était étanche à la lumière. Bien que la couleur ait évolué, ce nom est resté,.
Les versions modernes, avec enregistrements magnétiques, furent conçues en 1953 par l'ingénieur Australien David Warren au Defence Science and Technology Organisations' Aeronautical Research Laboratory (Melbourne, Australie), et introduites dans l'aviation à partir des années 1960. Les boîtes noires étaient constituées par des enregistreurs sur bande magnétique, dit DFDR (pour Digital Flight Data Recorder).
Cette technologie a été progressivement remplacées depuis les années 1990 par des enregistreurs à mémoire flash, dit SSFDR (pour Solid State Flight Data Recorder). Les SSFDR sont considérés comme plus fiables étant donné l'absence de composants mécaniques. De plus ils peuvent stocker plus d'informations pour un encombrement plus faible et donc plus aisées à protéger.

## Caractéristiques communes
Conçues pour ne pas être détruites dans une catastrophe aérienne, les données des boîtes noires, contenue dans des mémoires de type flash ou précédemment sur des bande magnétiques, sont protégées par trois couches de matériaux destinées à assurer leur survie au choc, à l'incendie (une heure à 1 100 °C) et à l'immersion profonde. En 2009, leur coût unitaire est de 10 000 à 15 000 dollars. L'unité de stockage en mémoire (la Crash Survival Memory Unit, ou CSMU) est ainsi confinée dans une boîte thermique, elle-même placée dans une boîte d'isolation, le tout dans une boîte en titane ou en acier.
Les boîtes noires ont pour caractéristique commune d'être équipées d'une balise ULB (Underwater Locator Beacon) qui se déclenche en cas d'immersion lorsque deux contacteurs sont humides et qui émet un signal à ultrason afin d'aider à la localisation de l'enregistreur. Le signal omnidirectionnel de l'ULB est émis à une fréquence de 37,5 kHz à 160 dB (ref 1 Pa à 1 m) toutes les secondes pendant une durée d'au moins trente jours consécutifs sur une portée de 2 km environ,. Depuis le 1er janvier 2020, l'EASA demande que cette durée soit portée à 90 jours. Il peut être capté à une profondeur allant jusqu'à 6 000 mètres (environ 20 000 pieds) grâce notamment à des « towed pinger locators » (TPL) spécifiques constitués d'hydrophones passifs qui sont remorqués à faible vitesse (généralement entre 1 et 5 nœuds, selon la profondeur de remorquage) derrière des navires. L'avion possède en plus des balises de détresse de type ELT qui se déclenchent lors de l'impact.
Les autorités chargées de la sécurité aérienne (en France, le Bureau d'enquêtes et d'analyses, BEA ; le Conseil national de la sécurité des transports ou National Transportation Safety Board, NTSB, en anglais, pour les États-Unis et dans la plupart des pays ne possédant pas ce type de services) analysent le contenue de ces boîtes noires, en cas d'incidents majeurs ou d'accidents. Les données enregistrées permettent de reconstituer la phase finale du vol, les différentes conversations dans le cockpit. Dans les cas les plus récents, les données de vol peuvent être introduites dans un simulateur de vol pour une répétition complète du vol. Lorsqu'elles sont exploitables, les boîtes noires permettent d'expliquer près de 90 % des accidents.

## Enregistreur phonique

### Présentation
Les enregistreurs phoniques (CVR, de l’anglais Cockpit Voice Recorder) servent à l’enregistrement des communications radios, des voix du cockpit et du bruit d’ambiance du poste de pilotage (moteur, alarmes, pluie, orage, choc sur la carlingue...). Les données ainsi obtenues sont enregistrées sur quatre pistes, initialement d’une bande magnétique, maintenant remplacée par des mémoires flash.
Sur les CVR de type Fairchild A-100, présents notamment sur le Concorde, elles sont réparties de la manière suivante :
- radio-communications sur les pistes 1 et 4 ;
- communications avec l’équipage de cabine sur la piste 1 ;
- communications avec le mécanicien sol sur les pistes 1, 2 et 4 ;
- microphone d’ambiance sur la piste 3.

À partir des données enregistrées, les enquêteurs arrivent à obtenir de nombreuses informations. En plus des messages entre pilote et copilote, avec le contrôle aérien, avec la cabine, ils arrivent aussi à identifier les différentes alarmes sonores, les bruits d'interrupteur, ou encore certains événements caractéristiques : sortie du train d’atterrissage, variations de régimes moteurs.

### Caractéristiques
- Durée d'enregistrement : 30 à 120 minutes (pour les enregistreurs à mémoire statique)
- Nombre de canaux : 4
- Tolérance à l'impact : 3 400 g pendant 7 millisecondes
- Résistance au feu haute température: 1 100 °C pendant une heure[19]
- Résistance au feu : 260 °C pendant dix heures[19]
- Résistance à la pression de l'eau : jusqu'à une immersion de 5 000 mètres
- Autonomie de la batterie : 6 ans
- Durée d'émission de la balise subaquatique : 30 jours
- Durée de survie des données : longue (stockage sur bande magnétique (obsolète) ou sur carte de mémoire flash)

## Enregistreur de paramètres

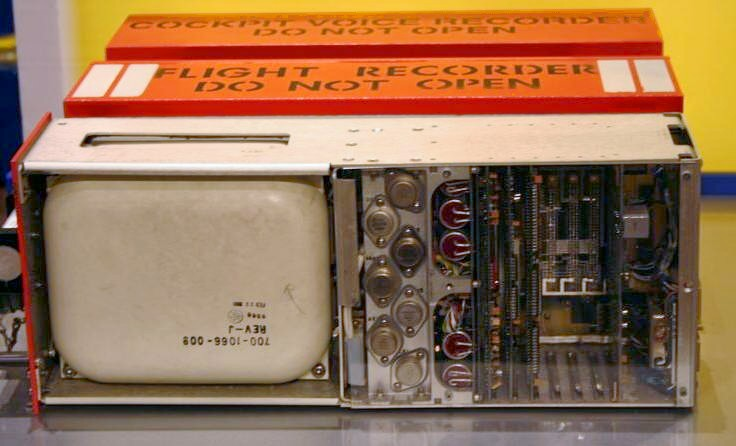
Photographie de boîtes noires. Sur le dessus apparaissent les inscriptions « Cockpit Voice Recorder. Do not open » (« Enregistreur phonique du cockpit. Ne pas ouvrir ») et « Flight Recorder. Do not open » (« Enregistreur de vol. Ne pas ouvrir »).

### Présentation
Les boîtes noires, destinées à enregistrer les données de vol, enregistrent différents paramètres de vol et autres données relatives aux systèmes de l'avion, comme sa position, son altitude, sa vitesse. La liste des paramètres qui doivent être enregistrés dans la FDR (de l’anglais Flight Data Recorder) est définie, en Europe, par le standard de l’Eurocaé : ED-112A. Pour l’aviation commerciale, cette liste content 82 paramètres (voir ci-dessous). Les données sont enregistrées et mémorisées pendant au minimum 25 heures. La fréquence d’enregistrement de chaque paramètre est variable. Par exemple, pour l’évaluation des chocs et des vibrations, les accélérations sont enregistrées au minimum à 8 hertz (il est préconisé 16 Hertz). L’ensemble des toutes les informations à enregistrer donne un flux de donnée de 1024 données à enregistrer par seconde.
Aux État Unis, la liste équivalente est définie par la FAR 121-344.
À partir de ces données, il est possible d'effectuer une simulation informatique du vol. L'ensemble des informations des différents capteurs de l'avion est collecté par le FDAU (de l’anglais Flight Data Acquisition Unit) situé à l'avant dans la soute avionique, sous le cockpit, et renvoyé vers l'arrière de l'avion où est situé l'enregistreur.

### Caractéristiques
- [19] Durée d'enregistrement : 25 heures (minimum réglementaire)
- Nombre de paramètres : de 28 à 1 300 (en 2009)
- Tolérance à l'impact : résistance à une accélération de 5 000 g pendant une durée de 6,5 millisecondes sur une cible ; l'ancienne norme était de 3 400 g[22]
- Résistance à l'écrasement statique : 22,25 kN (2 267,96 kg) sur chaque axe[19].
- Résistance au feu haute température[23] : 1 100 °C pendant une heure[22] (température de combustion du kérosène)
- Résistance au feu basse température[19]: 260 °C pendant 10 heures
- Résistance à la pression de l'eau : 7 000 mètres[22] (correspondant à plus de 500 bars)
- Autonomie de la batterie : 6 ans
- Durée d'émission de la balise subaquatique (en cas d'immersion) : 30 jours (autonomie électrique de la balise de localisation subaquatique)
- Dimensions : 32 × 13 × 14 cm environ[19]
- Poids : 4,5 kg environ[19]

### Acquisition
La norme ARINC 717 spécifie les interfaces entre le FDR et son environnement. Le FDR est relié aux différents calculateurs et capteurs de l'avion par l'intermédiaire d'un boîtier d'acquisition, le FDAU (Flight Data Acquisition Unit).
Ce boîtier est chargé d'acquérir les paramètres de vol. Ces acquisitions se font traditionnellement sur bus ARINC 429, bus de communication numérique très répandu, ou directement en analogique depuis des capteurs. Sur les avions plus récents (Airbus A380), les données sont récupérées sur le réseau Avionics Full DupleX, les bus ARINC 429 étant utilisés en secours uniquement pour les paramètres de vol les plus critiques.
Le FDAU sélectionne alors les paramètres acquis, puis les ordonne pour les envoyer au FDR dans une trame continue. Cette trame est formée de mots de 12 bits, envoyés à une cadence de 64 à 1 024 mots par seconde selon l'ancienneté de l'avion. Le FDR enregistre alors directement cette trame dans sa mémoire. Puis les données sont relues par le FDR et renvoyées au FDAU, qui contrôle alors la cohérence des données qu'il a envoyées et qu'il reçoit en retour (playback FDR). Cela permet de détecter un dysfonctionnement du FDR et de le signaler par une alarme dans le cockpit.
Le contenu de la trame doit satisfaire des exigences définies des réglementations nationales ou internationales qui spécifient la liste des paramètres à enregistrer, ainsi que leur cadence d'enregistrement et la précision requise (voir la liste ci dessous).
Enfin, le FDAU envoie toutes les quatre secondes un signal au CVR, qui inclut le temps universel (UTC pour Universal Time Coordinated en anglais), à l'instant du début d'un nouveau cycle de données envoyé au FDR. Cela permet, en cas de relecture des boites noires, de retrouver la synchronisation des enregistrements du FDR et du CVR.

### Définition de la liste des paramètres à enregistrer (la trame)
La liste des paramètres requis par l’ED-112A, pour l’aviation commerciale, est la suivante :
1. Temps universel (Heure, minute seconde)
2. Baro-altitude
3. Vitesse par rapport à l’air
4. Cap
5. Accélération verticale
6. Assiette en roulis
7. Assiette en tangage
8. Identifiant radio
9. Puissance des moteurs
10. Commandes des puissances des moteurs (du cockpit)
11. Position des volets
12. Position des bords d'attaque
13. Position des inverseurs de poussé
14. Sélections des freins (et des aérofreins)
15. Température extérieur
16. Statuts des Auto-pilotes
17. Accélération longitudinale
18. Accélération transversale
19. Position des surfaces de contrôle de vol principale, axe de tangage, axe de roulis, axe de lacet
20. Position de la surface de compensation de tangage
21. Radio Altitude
22. Paramètre de déviation vertical provenant du système d’atterrissage automatique
23. Paramètre de déviation transverse provenant du système d’atterrissage automatique
24. Passage des balise d’approche
25. Avertissements maître
26. Sélection de fréquence de chaque récepteur de navigation
27. Position / Distance à la piste
28. Alerte du système de détection Collision / Terrain
29. Angle d'attaque
30. Pressions hydrauliques et pneumatiques
31. Vitesses par rapport au sol
32. Position du train d’atterrissage
33. Données de navigation : Latitude/longitude/vitesse et direction du vent
34. Pression des freins
35. Paramètres moteur additionnels (N1, N2, niveau de vibration, températures des gaz, ...)
36. Système d'alerte de trafic et d'évitement de collision
37. Avertissement de cisaillement du vent
38. Réglage barométrique sélectionné (pilote/copilote)
39. Altitude sélectionnée
40. Vitesse sélectionnée
41. Mach sélectionné
42. Vitesse verticale sélectionnée
43. Cap sélectionné
44. Trajectoire de vol sélectionnée
45. Hauteur de décision sélectionnée
46. Format d'affichage principale du cockpit
47. Format d'affichage multifonction/moteur/alertes
48. État du réseau électrique alternatif
49. État du réseau électrique continue
50. Position de la vanne de purge moteur
51. Position de la vanne de purge APU
52. Défaillance/pannes des calculateurs
53. Commande de poussée moteur
54. Poussée moteur objectif
55. Centre de gravité calculé
56. Quantité de carburant dans le réservoir de compensation du centre de gravité
57. Affichage tête haute en service
58. Affichage para-visuel activé
59. Protection anti-décrochage opérationnelle, activation du vibreur de manche et du pousseur de manche
60. Référence du système de navigation principal
61. Détection de givrage
62. Avertissement moteur : vibration
63. Avertissement moteur : surchauffe
64. Avertissement moteur : basse pression d'huile
65. Avertissement moteur : surrégime
66. Position de la surface de compensation de lacet
67. Idem
68. Angle de lacet ou de dérapage
69. Sélection des systèmes de dégivrage et/ou d'anti-givrage
70. Pression hydraulique (chaque système)
71. Perte de pression cabine
72. Position d'entrée du compensateur de cockpit en tangage
73. Position d'entrée du compensateur de cockpit en roulis
74. Position d'entrée du compensateur de cockpit en lacet
75. Toutes les forces d'entrée des commandes de vol du cockpit (volant, manche, palonnier)
76. Marqueur d'événement
77. Date
78. « Performances de navigation réelles » ou « Erreur de position estimée » ou « Incertitude de position estimée »
79. Pression cabine (equivalente altitude)
80. Masse calculée de l'avion
81. Commande du directeur de vol
82. Vitesse verticale

L'ED-112A fournie aussi une liste des paramètres requis pour les hélicoptères.

## Évolutions
Les autorités de l'aviation civile demandent l'augmentation de la durée du CVR, qui est déjà passée de 30 minutes à 2 heures, est augmentée à 25 heures, la même durée que le FDR, du fait que la limite d'enregistrement a entravé plusieurs enquêtes.
Les autorités de l'aviation civile militent pour l'intégration d'une boîte noire vidéo ou visuelle, avec une caméra qui filme le cockpit,.

### Après l'accident du vol Malaysia Airlines 370
Aux États-Unis, le 12 mars 2014, en réponse à la disparition du vol Malaysia Airlines 370 (reliant Kuala Lumpur à Pékin), le membre du Congrès américain David Price réintroduit à la Chambre des Représentants le Safe Act.
La disparition du MH370 montre en effet les limites de la technologie actuelle des enregistreurs de vol, comme moyens physiques des systèmes d'enregistrement pour aider à étudier la cause des incidents de vol des avions. Considérant les avancées des technologies modernes de communication, les commentateurs appelèrent à augmenter ou remplacer les systèmes actuels par des systèmes d'enregistrement en direct pour l'envoi des données des avions vers le sol,. Par ailleurs, les commentateurs réclamèrent des batteries pour les balises de localisation, dont la durée de vie sous l'eau soient étendue de 30 à 90 jours, que la portée du locateur soit étendue et que, de plus, l'équipement des avions civils avec des enregistreurs de vol déployables comme ceux qui sont utilisés couramment dans l'aviation militaire. Avant l'accident du vol MH370, l'extension de vie des batteries avait déjà été suggérée et prévue aussi rapidement que possible par les investigateurs de l'accident du vol Air France 447 survenu en 2009, dont il fallut attendre 2011 pour retrouver l'enregistreur de vol.